# Флаг Янегского сельского поселения
Флаг муниципального образования Я́негское сельское поселение Лодейнопольского муниципального района Ленинградской области Российской Федерации — опознавательно-правовой знак, служащий официальным символом муниципального образования.
Флаг утверждён 23 марта 2011 года и внесён в Государственный геральдический регистр Российской Федерации с присвоением регистрационного номера 6671.

## Описание флага
«Флаг Янегского сельского поселения Лодейнопольского муниципального района Ленинградской области представляет собой прямоугольное полотнище с отношением ширины флага к длине — 2:3, воспроизводящее композицию герба Янегского сельского поселения Лодейнопольского муниципального района Ленинградской области в красном, белом и жёлтом цветах».
Геральдическое описание герба гласит: «В червлёном (красном) поле под серебряной главой, обременённой червлёным бегущим зайцем — серебряная мурованная башня, завершённая стенозубчато, стоящая на золотой ладье с одинаковой кормой и носом, завершёнными львиными головами. Щит увенчан муниципальной короной установленного образца».

## Обоснование символики
Флаг составлен из элементов гербов прежних владельцев земель, ныне входящих в состав Янегского сельского поселения.
Красный бегущий заяц в серебре, с одной стороны — напоминание о топониме Янега (название восходит к названию реки Янега). По-вепски Янеш — заяц. С другой стороны — это символ дворянского рода Саблиных — местных землевладельцев с XVII века. В гербе дворян Саблиных заяц служит символом семейного начала, миролюбия и поспешения на благие дела.
Золотая ладья с одинаковой кормой и носом завершёнными львиными головами (элемент родового герба Ласки — корабль) — с одной стороны — напоминание о владениях дворян Ласки, а с другой — символ реки Свирь.
Серебряная мурованная башня, завершённая стенозубчато — напоминание о дворянском роде Боровикиновых (элемент родового герба — серебряная башня).
Красный цвет — право, мужество, самоотверженность любовь, храбрость, неустрашимость. Символ труда, жизнеутверждающей силы, праздника, красоты, солнца и тепла. В древнерусской традиции — красный — «красивый».
Жёлтый цвет (золото) — символ божественного сияния, благодати, прочности, величия, солнечного света. Символизирует также могущество, силу, постоянство, знатность, справедливость, верность.
Белый цвет (серебро) — чистота помыслов, духовность, искренность, правдивость, невинность, благородство, откровенность, непорочность, надежда.